# Орора (Південна Дакота)
Орора (англ. Aurora) — місто (англ. town) в США, в окрузі Брукінґс штату Південна Дакота. Населення — 1047 осіб (2020).

## Географія
Орора розташована за координатами 44°16′56″ пн. ш. 96°41′12″ зх. д. / 44.28222° пн. ш. 96.68667° зх. д. (44.282138, -96.686565).  За даними Бюро перепису населення США в 2010 році місто мало площу 1,18 км², уся площа — суходіл.

## Демографія
Згідно з переписом 2010 року, у місті мешкали 532 особи в 233 домогосподарствах у складі 144 родин. Густота населення становила 449 осіб/км².  Було 256 помешкань (216/км²).
Расовий склад населення:
| - 95,5 % — білих - 2,6 % — корінних американців - 0,2 % — азіатів |

До двох чи більше рас належало 1,7 %. Частка іспаномовних становила 0,9 % від усіх жителів.
За віковим діапазоном населення розподілялося таким чином: 23,3 % — особи молодші 18 років, 68,8 % — особи у віці 18—64 років, 7,9 % — особи у віці 65 років та старші. Медіана віку мешканця становила 33,8 року. На 100 осіб жіночої статі у місті припадало 112,8 чоловіків;  на 100 жінок у віці від 18 років та старших — 115,9 чоловіків також старших 18 років.
Середній дохід на одне домашнє господарство  становив 60 515 доларів США (медіана — 55 536), а середній дохід на одну сім'ю — 66 179 доларів (медіана — 65 500). Медіана доходів становила 40 833 долари для чоловіків та 27 083 долари для жінок. За межею бідності перебувало 7,9 % осіб, у тому числі 13,5 % дітей у віці до 18 років та 0,0 % осіб у віці 65 років та старших.
Цивільне працевлаштоване населення становило 447 осіб. Основні галузі зайнятості: виробництво — 40,0 %, освіта, охорона здоров'я та соціальна допомога — 13,2 %, мистецтво, розваги та відпочинок — 11,6 %, будівництво — 10,3 %.